# Warrington Island
Warrington Island ist eine 1,1 km lange Felseninsel im Archipel der Windmill-Inseln vor der Budd-Küste des ostantarktischen Wilkeslands. Sie liegt unmittelbar südlich der Insel Pidgeon Island.
Die Insel wurde erstmals anhand von Luftaufnahmen der US-amerikanischen Operation Highjump (1946–1947) und Operation Windmill (1947–1948) kartiert. Das Advisory Committee on Antarctic Names benannte sie 1956 nach William H. Warrington, Luftbildfotograf der United States Navy bei der Operation Highjump.